# Kendall McComas
Pour les articles homonymes, voir McComas.
 (octobre 2015).
Si vous disposez d'ouvrages ou d'articles de référence ou si vous connaissez des sites web de qualité traitant du thème abordé ici, merci de compléter l'article en donnant les références utiles à sa vérifiabilité et en les liant à la section « Notes et références ».
Kendall McComas, né le 29 octobre 1916 à Holton (Kansas) et mort le 15 octobre 1981  à Lake Isabella (Californie), est un enfant acteur américain connu pour son interprétation de Breezy Brisbane dans Les Petites Canailles.

## Carrière
En 1931, il rejoint Les Petites Canailles et apparaît seulement en 1932 dans un des courts métrages des Petites Canailles, Readin' and Writin', aux côtés de Sherwood Bailey et Matthew Beard. Il a aussi fait une courte apparition, toujours dans Les Petites Canailles, dans les courts métrages Birthday Blues et Spanky. Il a quitté Les Petites Canailles en 1932.
Il devient plus tard ingénieur en électricité. Il se serait suicidé à l'âge de 64 ans.

## Filmographie
- 1931-1932 : Les Petites Canailles : Breezy Brisbane
- 1931 : Papa longues jambes : Freddie Perkins
- 1934 : You Can't Buy Everything de Charles Reisner